# Phoebe nanmu
Phoebe nanmu (sụ nam mộc) là một loài cây gỗ thường xanh thuộc họ Lauraceae. Đây là loài đặc hữu của phía nam Trung Quốc và Việt Nam. P. nanmu hiện đang bị đe dọa vì mất môi trường sống chủ yếu do khai thác gỗ quá mức.
P. nanmu là một cây gỗ to, lớn chậm, thân mọc thẳng cao 10 đến 40 mét, đường kính thân cây 50 đến 100 cm. Gỗ thường dùng trong xây dựng hoặc làm đồ gỗ mỹ nghệ vì chúng chịu sâu mọt tốt, rắn chắc, màu đẹp từ nâu ôliu đến nâu đỏ. Tử Cấm Thành ban đầu được hoàng đế nhà Minh Chu Đệ cho xây bằng gỗ P. nanmu. Do chúng chịu được mối mọt chúng cũng được dùng để đóng thuyền.